# Milan Fridrich (florbalista)
Milan Fridrich (* 5. listopadu 1979 Znojmo) je český florbalový trenér, bývalý útočník a kapitán reprezentace. V české nejvyšší soutěži hrál v letech 2003 až 2018, zejména v týmu Tatran Střešovice, ve kterém působil 11 sezón a získal s ním sedm titulů. Od roku 2018 je v Tatranu hlavním trenérem a dovedl ho k  dalším dvěma titulům a prvnímu českému Poháru mistrů.

## Klubová kariéra

### Začátky
Svou florbalovou kariéru odstartoval ve 20 letech v roce 1999 v 1.FbC Znojmo. Do té doby hrál od svých sedmi let lední hokej za klub HC Znojemští Orli. Za 1.FbC Znojmo odehrál jednu sezónu ve 4. lize a po postupu týmu další tři sezóny ve 3. lize. Ze znojemského klubu přestoupil v roce 2003 do týmu tehdejšího extraligového nováčka FbŠ Praha (pozdější FbŠ Bohemians). Odtud si ho v roce 2005 v rámci výměny hráčů vybral v té době nejúspěšnější český florbalový klub Tatran Střešovice.

### Tatran Střešovice
V Tatranu Fridrich strávil 11 sezón. Ve všech sezónách mimo poslední získal s Tatranem medaili, z toho sedm mistrovských titulů v sezónách 2005/2006 až 2007/2008, 2009/2010 až 2011/2012 a 2014/2015. Je jediný hráč, který rozhodl dvě superfinále, v letech 2012 a 2015, z toho první hattrickem. V letech 2008 až 2013 byl kapitánem týmu. V této roli tak dovedl tým ke čtyřem titulům, ale zároveň vedl tým i v první sezoně, ve které se Tatran nedostal do finále. V ročnících 2005 až 2010 získal s Tatranem šest zlatých medailí v Poháru ČFbU. Mimo to byl v letech 2008 a 2010 zvolen florbalistou sezóny a v letech 2007 a 2010 nejužitečnějším hráčem ligy. V roce 2011 získal s Tatranem teprve druhou česku stříbrnou medaili z Poháru mistrů a v roce 2015 další bronzovou. V týmu tvořil výraznou útočnou trojici s Michalem Jedličkou a Švédem Johanem von der Pahlenem. Od roku 2013 působil i jako asistent trenéra. V sezóně 2014/2015 překonal Jedličku na pozici historicky nejproduktivnějšího hráče historie superligového play-off. Prvenství mu vydrželo do sezóny 2019/2020, kdy ho překonal Jiří Curney.

### Zpět ve Znojmu
V létě 2016 se po 13 letech vrátil zpět do klubu TJ Znojmo, aby pomohl jako hráč i odborník přes florbalovou taktiku. I nadále pokračoval v roli asistenta trenéra v Tatranu. V roce 2017 se Znojmem postoupil do Superligy. Se Znojmem v nejvyšší soutěži strávil jednu sezónu , ve které již odehrál jen několik zápasů. Následně, kvůli konfliktu s povinnostmi v roli asistenta trenéra mužské reprezentace a vyhřezlé ploténce, ukončil vrcholovou hráčskou kariéru Do týmu se vrátil ještě na konci sezóny 2018/2019, kdy se neúspěšně pokusil pomoci Znojmu udržet se v nejvyšší soutěži.

### Trenérská kariéra

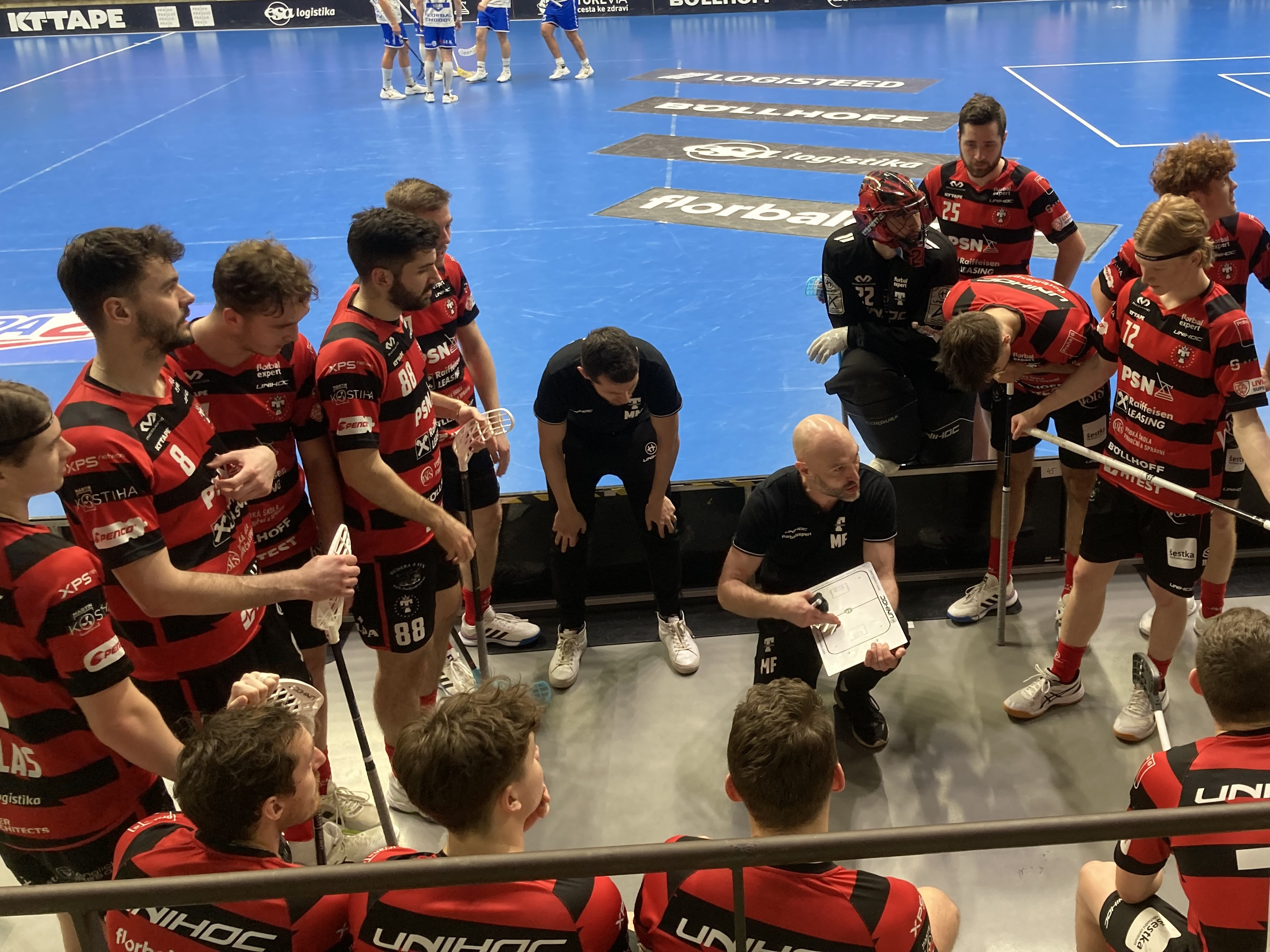
Milan Fridrich mezi hráči Tatranu Střešovice v semifinále 2023/2024

Po skončení hráčské kariéry v roce 2018 vystřídal Luďka Beneše na pozici hlavního trenéra Tatranu. Beneš se k němu znovu připojil v sezóně 2021/2022 jako asistent a společně tým poprvé po sedmi letech dovedly do finále. V dalším ročníku Tatran pod jejich vedením jako první tým v historii Superligy prošel základní části bez ztráty bodu a v play-off získal po osmi letech titul. V sezóně 2023/2024 jako první český tým vyhráli Pohár mistrů, po třinácti letech vyhráli i národní pohár, a po výhře v lize získali tzv. treble. Za tyto úspěchy byl Fridrich ve všech třech sezónách zvolen nejlepším trenérem.

## Reprezentační kariéra
Fridrich reprezentoval Česko na mistrovstvích světa v letech 2008 až 2014, z toho v letech 2010 a 2012 jako kapitán. Na turnajích v letech 2010 a 2014 získal s reprezentací dvě bronzové medaile. Naopak na mistrovství v roce 2012 pod jeho vedením Češi dosáhli nejhoršího výsledku v historii. V reprezentaci odehrál 74 zápasů, ve kterých si připsal 34 gólů a 22  asistencí.
V roce 2016 se stal asistentem trenéra mužské reprezentace Petriho Kettunena. V této roli se zúčastnil Světových her v roce 2017 a Mistrovství světa v roce 2018 v Praze. Na pozici asistenta rezignoval v prosinci 2019.
| Umístění         | Soutěž                             | Role             |
| ---------------- | ---------------------------------- | ---------------- |
| 4.               | Mistrovství světa ve florbale 2008 |                  |
| Bronzová medaile | Mistrovství světa ve florbale 2010 | kapitán          |
| 7.               | Mistrovství světa ve florbale 2012 | kapitán          |
| Bronzová medaile | Mistrovství světa ve florbale 2014 |                  |
| 4.               | Florbal na Světových hrách 2017    | asistent trenéra |
| 4.               | Mistrovství světa ve florbale 2018 | asistent trenéra |

## Osobní život
Fridrich je od roku 2008 zaměstnán jako školitel a od roku 2019 jako manažer vzdělávání v internetové společnosti Seznam.cz.